# Nikotinamidadenindinukleotid
NAD+ eller Nikotinamidadenindinukleotid er en organisk forbindelse, der fungerer som hjælpermolekyle for enzymer, et såkaldt coenzym. Molekylet findes i to oxidationstilstande, hvoraf NAD+ er den oxiderede form. Den reducerede form af kaldes NADH. Ved tilføjelse af en fosfatgruppe dannes NADP+, hvis reducerede form er NADPH.
NAD+ forbruges under metaboliske processer som glykolysen (nedbrydning af sukker) og citronsyrecyklen (energiproduktion i mitokondrier), hvor det reduceres til NADH. Reduktionspotentialet i NADH bruges efterfølgende i elektrontransportkæden til dannelse af ATP ved fosforylering af ADP.
NADP+ bruges i anaboliske ("opbyggende") reaktioner, som f.eks. fedtsyresyntese og nukleotidsyntese. I kloroplaster er NADP et vigtigt oxidationsmiddel i fotosyntesens tidligste trin.